# Стюарт, Дэвид Ллойд
Дэ́вид (Дэйв) Ллойд Стю́арт (англ. Dave Stewart; 30 декабря 1950, Лондон) — британский клавишник и композитор, известный по выступлениям в составе групп Кентерберийской сцены Uriel, Egg, Khan, Hatfield and the North и National Health.

## История
Ещё во время учёбы в школе Стюарт начал играть в группе The Southsiders. В возрасте 17 лет он стал членом группы Uriel, в состав которой входили также Стив Хиллидж (гитара, вокал), Монт Кемпбелл (бас, вокал) и Клайв Брукс (барабаны).
После ухода Хиллиджа из группы осенью 1968 года Uriel продолжила выступать как трио, а в начале 1969 года сменила название на Egg.
В 1969 году Хиллидж временно собрал бывших коллег по Uriel, назвав состав Arzachel, специально для выпуска под этим именем одноимённого психоделического альбома. Это был первый студийный альбом, в записи которого участвовал Стюарт.
Вновь вернувшись к работе как Egg, Стюарт, Кемпбелл и Брукс выпустили два альбома — Egg (1970) и The Polite Force (1971).
В 1972 году Стюарт принял участие в записи первого альбома новой группы Хиллиджа под названием Khan.
После распада Egg в 1973 году, Стюарт стал одним из основателей группы Hatfield and the North, записав в её составе два альбома.
В 1975 году Стюарт отправился в турне по Франции с группой Хиллиджа Gong, а затем вместе с коллегой из Gilgamesh Аланом Гоуэном основал группу National Health, в составе которой записал два альбома.
В 1977 году Стюарт принял участие в записи первого сольного альбома Билла Бруфорда, а в затем вступил в созданную им группу Bruford на постоянной основе. Записав три альбома и дважды совершив успешные гастроли по США, в 1980 году группа Bruford прекратила своё существование.
Стюарт сразу же организовал новую группу Rapid Eye Movement, в состав которой вошли Пип Пайл (ударные), Рик Биддалф (бывший техник Hatfield и National Health, бас) и Яакко Яшчик (вокал и гитара). Группа была задумана как концертный коллектив и не записала ни одного альбома.
В 1981 году Стюарт резко изменил направление своей деятельности и занялся поп-музыкой. Его первой сольной работой в этом направлении стала переработка классической соул-композиции Джимми Раффина «What Becomes of the Brokenhearted», вокальную партию исполнил основатель и вокалист группы The Zombies Колин Бланстоун (песня достигла 13 места в британских чартах).
Для записи своей следующей композиции — переработки хита 1960-х годов «It’s My Party» — Стюарт пригласил бывшую бэк-вокалистку из Hatfield and the North Барбару Гаскин. Выпущенный осенью 1981 года, этот хит занял первое место в чартах Великобритании, продержавшись на первом месте четыре недели. С тех пор Стюарт и Гескин выпустили ещё пять совместных альбомов и периодически выступают с концертами.
Стюарт также написал две книги по теории музыки и в течение 13 лет вел колонку в американском журнале Keyboard. Он также сочинял музыку для ТВ, кино и радио. В последние годы в качестве аранжировщика Стюарт работал с такими артистами, как Anathema, Porcupine Tree и Стивен Уилсон.

## Дискография

### Альбомы в составе групп 1969—1980
- Arzachel: Arzachel (1969)
- Egg: Egg (1970)
- Egg: The Polite Force (1971)
- Egg: The Civil Surface (1974)
- Khan: Space Shanty (1972)
- Hatfield and the North: Hatfield and the North (Virgin 1974)
- Hatfield and the North: The Rotters' Club (Virgin 1975)
- Hatfield and the North: Afters (Virgin compilation, 1980)
- National Health: National Health (1977)
- National Health: Of Queues and Cures (1978)
- National Health: D.S. Al Coda (Memorial album to Alan Gowen, 1982)
- Bill Bruford: Feels Good to Me (1978)
- Bruford: One of a Kind (1979)
- Bruford: Gradually Going Tornado (1980)
- Bruford: The Bruford Tapes (live recording) (1980)
- Bruford: Rock Goes to College (Broadcast 1979, DVD released 2006)

### Архивные CD групп
- National Health: Missing Pieces (1996)
- Hatfield and the North: Hatwise Choice: Archive Recordings 1973—1975, Volume 1 (2005)
- Hatfield and the North: Hattitude: Archive Recordings 1973—1975, Volume 2 (2006)
- Uriel: Arzachel Collectors Edition (2007)
- Egg: The Metronomical Society (2007)

### Сольный сингл
- 'What Becomes of the Broken Hearted', (Broken Records, 1981) (Colin Blunstone guest vocalist)

### Синглы / EP с Барбарой Гаскин
- 'It’s My Party' (Broken, 1981)
- 'Johnny Rocco' (Broken, 1982)
- 'Siamese Cat Song' (Broken, 1983)
- 'Busy Doing Nothing" (Broken, 1983)
- 'Leipzig' (Broken, 1983)
- 'I’m In a Different World' (Broken, 1984)
- 'The Locomotion' (Broken, 1986)
- 'Walking the Dog' (Line (Germany) 1992)
- Hour Moon (EP) (Broken, 2009)

### Альбомы с Барбарой Гаскин
- Up From The Dark (compilation), Rykodisc (USA) RCD 10011 (1986)
- Broken Records — The Singles, MIDI Records (Japan) (1987)
- As Far As Dreams Can Go, MIDI Records (Japan) (1988)
- The Big Idea, Rykodisc RCD 20172 / MIDI Records (1989)
- Spin, Rykodisc RCD 20213 / MIDI Records (1991)
- Selected Tracks (compilation), Musidisc (France) / Disky (Holland) (1993)
- Green and Blue, Broken Records BRCDLP-05 (March 2009)
- The TLG Collection, Broken Records BRCDLP-06 (October 2009)
- Broken Records — The Singles (Special Edition), Broken Records BRCDLP-01 (November 2010)
- As Far As Dreams Can Go (Special Edition), Broken Records BRCDLP-02 (November 2010)
- The Big Idea (Special Edition), Broken Records BRCDLP-03 (December 2011)
- Spin (Special Edition), Broken Records BRCDLP-04 (December 2011)

### Работы в качестве приглашённого музыканта
- Fish Rising, Steve Hillage, 1975
- Hoppertunity Box, Hugh Hopper, 1977
- Seven Year Itch, Pip Pyle, 1998
- The Bruised Romantic Glee Club, Jakko Jakszyk, 2006